# Fräuleinsteig
Fräuleinsteig ist eine abgegangene Einöde und ehemaliger Ortsteil der Gemeinde Plankenfels im Landkreis Bayreuth.

## Geografie

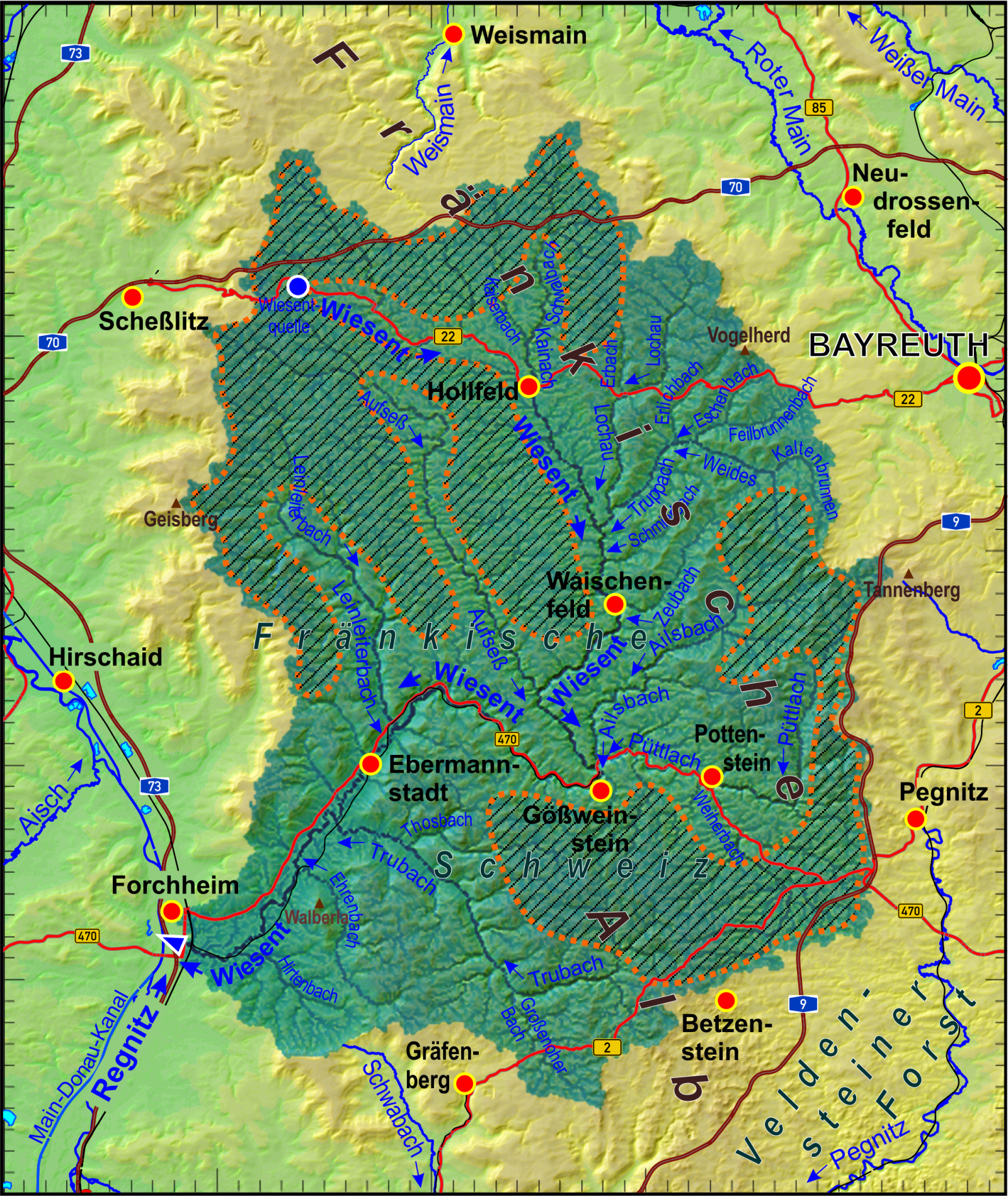
Einzugsgebiet der Wiesent

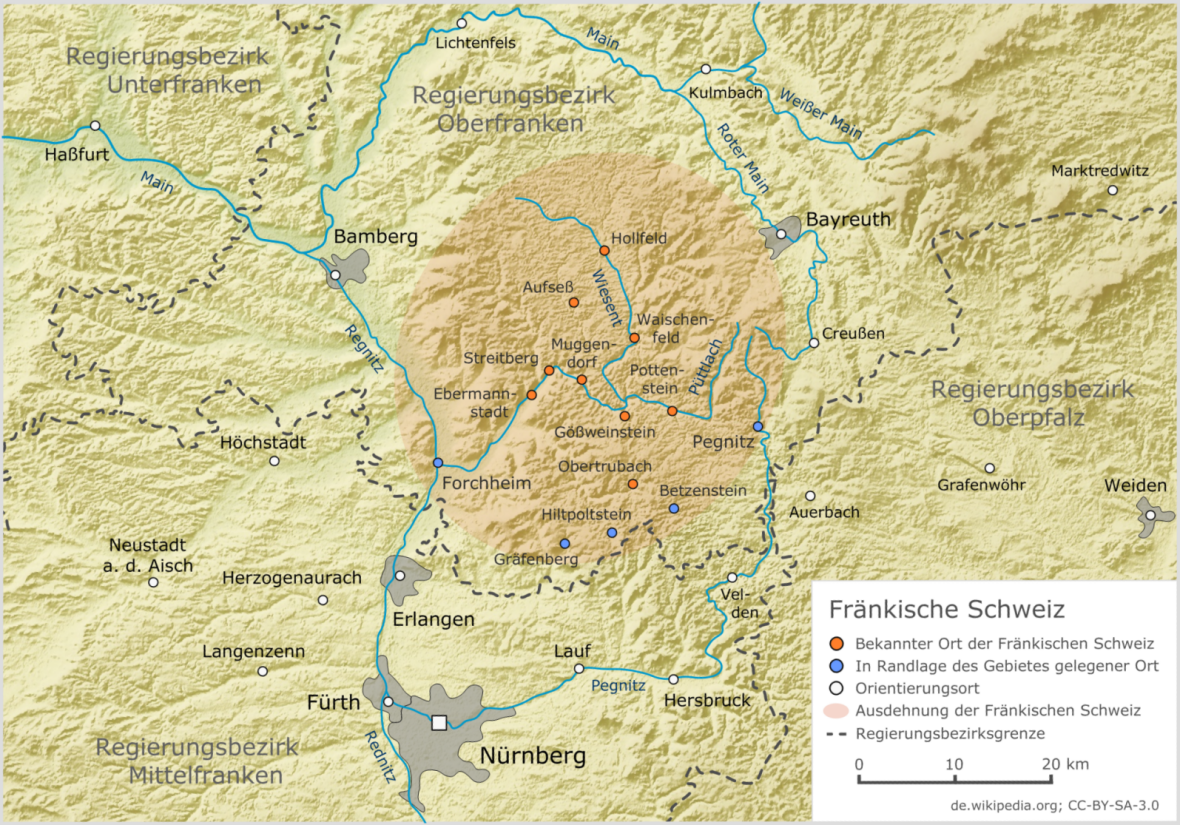
Territoriale Ausdehnung der Fränkischen Schweiz

Die einstige Einöde liegt im zentralen Teil der Fränkischen Schweiz und unmittelbar südöstlich des Quellbereichs des Obmannsgrabens, der ein linker Zufluss der zum Flusssystem der Wiesent gehörenden Truppach ist. Die Nachbarorte der Wüstung sind Bärnreuth im Norden, Pensenleithen im Nordosten, Wohnsgehaig im Osten, Schrenkersberg im Westen und Neuwelt im Nordwesten. Der Standort der abgebrochenen Einöde ist von dem dreieinhalb Kilometer entfernten Plankenfels aus über die Staatsstraßen St 2191 und St 2186 sowie über eine Ortsverbindungsstraße erreichbar, die bei Ringau von der St 2186 abzweigt.

## Geschichte
Die ehemalige Einöde war seit der mit dem bayerischen Gemeindeedikt von 1818 erfolgten Gemeindegründung ein Ortsteil der Gemeinde Plankenfels, die bis zur Gebietsreform in Bayern zum ehemaligen Landkreis  Ebermannstadt gehörte. Die letzte separate Erhebung der Einwohnerzahl von Fräuleinsteig erfolgte im Jahr 1885, als für den Ort sieben Einwohner gezählt wurden. In den Einwohnerstatistiken der folgenden Jahrzehnte wurde die Einöde nicht mehr aufgeführt, erst in der Einwohnererhebung von 1961 wird sie noch ein letztes Mal erwähnt. In dieser Statistik wurde sie bereits als „abgebrochen“ bezeichnet und in der Folgezeit verschwand sie auch von der Landkarte. Etwa einhundert Meter nordwestlich der Wüstung wurde Mitte der 80er Jahre des 20. Jahrhunderts ein Wohngebäude neu errichtet, womit die Tradition einer menschlichen Ansiedlung im Quellbereich des Obmannsgraben wiederbelebt wurde. Diese neu entstandene Einöde ist mittlerweile auf zwei Wohngebäude angewachsen, bildet im Gegensatz zur Vorgängersiedlung aber keinen amtlich benannten Ortsteil mehr, sondern ist ein Teil des Ortes Neuwelt.